# The Mandalorian (3.ª temporada)
A terceira temporada da série de televisão americana The Mandalorian é estrelada por Pedro Pascal como o personagem-título, um caçador de recompensas viajando para Mandalore para resgatar suas transgressões passadas com seu companheiro Grogu. Faz parte da franquia Star Wars, ambientada após os eventos de O Retorno de Jedi (1983). A temporada é produzida pela Lucasfilm, Fairview Entertainment e Golem Creations, com Jon Favreau atuando como showrunner.
O desenvolvimento de uma terceira temporada de The Mandalorian começou no final de abril de 2020 e foi oficialmente confirmado em dezembro. As filmagens começaram em outubro de 2021 e terminaram no final de março de 2022.
A temporada está programada para estrear em fevereiro de 2023 no serviço de streaming Disney+. Uma quarta temporada está em desenvolvimento.

## Episódios
O criador Jon Favreau novamente escreveu grande parte da temporada, com Bryce Dallas Howard, Rick Famuyiwa, e a co-estrela Carl Weathers também dirigindo a temporada.

## Elenco e personagens

### Estrelando
- Pedro Pascal como O Mandaloriano[6]
- Grogu[7]

### Co-estrelas
- Giancarlo Esposito como Moff Gideon[8]
- Carl Weathers como Greef Karga[8]
- Katee Sackhoff como Bo-Katan Kryze[8]
- Emily Swallow como "A Armeira"[8]
- Omid Abtahi como Dr. Pershing[9]
- Christopher Lloyd[9]
- Tim Meadows[9]

## Produção

### Desenvolvimento
No final de abril de 2020, o criador e showrunner de The Mandalorian, Jon Favreau, estava escrevendo uma terceira temporada por "um tempo" e o desenvolvimento da temporada estava começando. Em setembro daquele ano, a co-estrela Giancarlo Esposito disse que a segunda temporada "começaria a lançar as bases para a profundidade e amplitude que virão na terceira e quarta temporada, onde você realmente começará a obter respostas." Depois que o final da segunda temporada anunciou O Livro de Boba Fett para dezembro de 2021, comentaristas especularam que a terceira temporada mudaria o foco de Din Djarin, O Mandaloriano, para Boba Fett. Favreau logo esclareceu que O Livro de Boba Fett era uma série spin-off separada que já estava em produção em dezembro de 2020, com a terceira temporada de The Mandalorian novamente focada em Djarin. Ele acrescentou que a terceira temporada estava em pré-produção e as filmagens começariam em 2021. Bryce Dallas Howard, Rick Famuyiwa, e a co-estrela Carl Weathers dirigiram episódios depois de fazê-lo nas temporadas anteriores, com Famuyiwa também sendo promovido a produtor executivo.

### Roteiro
A temporada começa após os eventos de O Livro de Boba Fett (2021), com o Mandaloriano e Grogu viajando para Mandalore para que Din Djarin possa se redimir por suas transgressões de remover seu capacete.

### Seleção de elenco
Pedro Pascal estrela a série como O Mandaloriano. Em novembro de 2020, Esposito disse que esperava ser apresentado com mais destaque na terceira temporada do que nas anteriores. Também estão retornando Carl Weathers como Greef Karga, Katee Sackhoff como Bo-Katan Kryze, Emily Swallow como "A Armeira", e Omid Abtahi como Dr. Pershing. Paul Sun-Hyung Lee também reprisa seu papel como Carson Teva. Em março de 2022, Christopher Lloyd foi revelado como um ator convidado para a temporada, e em maio de 2022 foi revelado que Tim Meadows apareceria na temporada, assim como o personagem Babu Frik de Star Wars: The Rise of Skywalker (2019) junto com outros membros de sua espécie.

### Filmagens
As filmagens da temporada começaram em 13 de outubro de 2021, filmando sob o título de trabalho Buccaneer, com David Klein atuando como diretor de fotografia. Anteriormente, esperava-se que começasse uma vez que as filmagens de O Livro de Boba Fett fossem concluídas em junho de 2021, mas não foi possível porque Obi-Wan Kenobi estava utilizando os estúdios de som de Los Angeles. Esposito observou que a produção não precisou esperar que Pascal completasse as filmagens da série da HBO, The Last of Us, já que o Mandaloriano é visto principalmente com seu capacete. Em relação às filmagens da temporada durante a pandemia de COVID-19, Favreau sentiu que The Mandalorian estava em uma situação vantajosa, já que muitos personagens estão de máscaras e a série emprega "muito trabalho digital que aumenta as coisas", permitindo que a produção seja flexível para aderir aos protocolos de filmagem. As filmagens terminaram em 29 de março de 2022.

## Marketing
Filoni, Favreau e Sackhoff promoveram a temporada no painel da Lucasfilm no Star Wars Celebration em 26 de maio de 2022, revelando o primeiro teaser para os presentes. Eles retornaram para um painel sobre The Mandalorian e O Livro de Boba Fett em 28 de maio, juntamente com Pascal, Esposito e Weathers, onde mais imagens da temporada foram mostradas.

## Lançamento
A temporada está programada para ser lançada em fevereiro de 2023 no Disney+.